# Пушоња
Пушоња је српско презиме из Пљеваља.

## Историја презимена
Са Чева се исељавају три брата, Остојини синови: Милосав (надимак:Пушоња) од кога настају Пушоњићи, Милош (Остојићи) и Дамјан (Дамјановићи) из непознатих разлога (претпоставња се због турског напада на град и паљења кућа).
Милош, Милосав и Дамјан, са својим породицама, из Чева су првобитно отишли у Црмницу. Пошто им је кућа у Чеву изгорила, а била је зима, вјероватно су у Црмници зимовали, пошто је тамо клима блажа и није толико хладно као у планини. У Црмници се нису дуго задржали. Када је на прољеће отоплило нису се вратили на Чево већ су кренули на сјевер. Прошли су кроз Доњу Морачу и поред Колашина и зауставили су се у Равној Ријеци у бјелопољском крају, на ријеци Љубовиђи између Мојковца и Бијелог Поља, али ни ту се нису скрасили. Милосав(Пушоња) се настанио у Ђурђевића Долу (сада Пушански До) око 1757. до 1759, а Дамјан се населио у околини Косанице. Пушоње су живјели у Ђурђевића Долу једно вријеме. По њима се тај крај прозвао Пушански До. Пушоње су се због неког разлога раселили на подручје од Косанице до Пријепоља. Тако су од три Остојина сина и његовог стрица четири братства у сродству: Остојићи, Пушоње (Пушоњићи) и два братства Дамјановића (са Косанице и из Каљића Лијеске). До краја ХХ вијека је важило правило да се припадници ова четири братстава међусобно не жене и не удају због крвног сродства по мушкој линији, мада има појединачних случајева када је ово правило прекршено.
Касније је током владавине аустроугарске у пописима српском становништву одстрањивано -ић од презимена ради германизовања становништва (Пушоњић-Пушоња).